# Cəlilabad (district)
Cəlilabad (ook geschreven als Jalilabad) is een district in Azerbeidzjan.
Cəlilabad telt 198.800 inwoners (01-01-2012) op een oppervlakte van 1440 km²; de bevolkingsdichtheid is dus 138 inwoners per km².

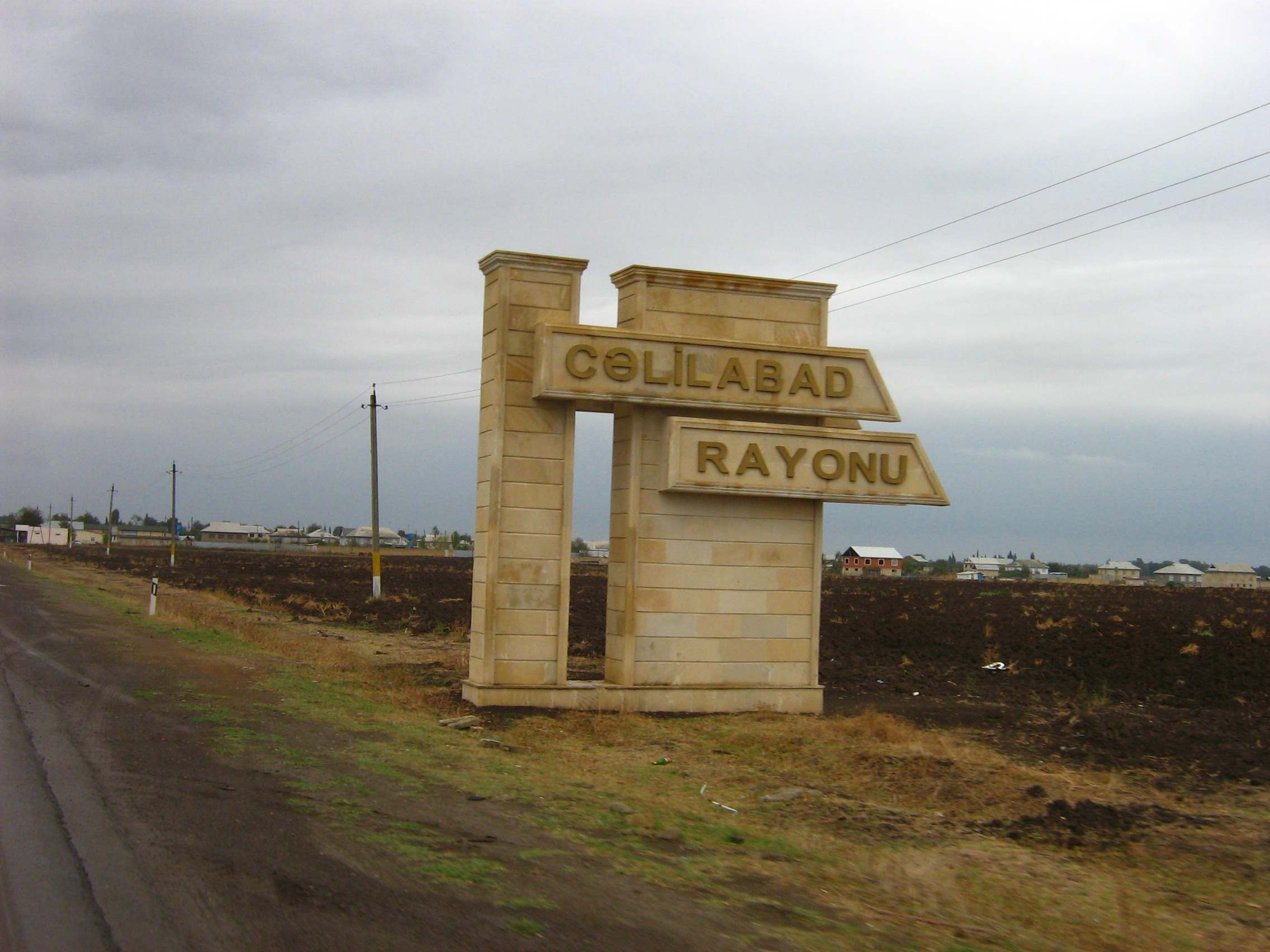
Road sign at the entrance to the Cəlilabad district